# Ottavio Cinquanta
Ottavio Cinquanta (Roma, 15 agosto 1938 – Milano, 17 luglio 2022) è stato un dirigente sportivo italiano.
Dal 1994 al 2016 ha presieduto la International Skating Union (ISU) e fa parte dell'assemblea del Comitato Olimpico Internazionale.

## Biografia
Cinquanta è nato a Roma e cresciuto a Milano, dove ha praticato hockey su ghiaccio, pattinaggio di velocità e atletica leggera.
Cinquanta si è laureato in economia aziendale e ha ricoperto il ruolo di manager nel settore chimico. Entrato nella Federazione Italiana Sport del Ghiaccio, ne ha presieduto il Comitato Tecnico fra il 1973 e il 1980, e ne è stato Vicepresidente fra il 1984 e il 1988. Contemporaneamente ha ricoperto ruoli importanti all'interno dell'ISU: è stato giudice in gare di pattinaggio, ha presieduto il Comitato Tecnico dello short track fra il 1975 e il 1992, è stato Vicepresidente dell'ISU fra il 1992 e il 1994, e infine ne è diventato Presidente. Al momento della sua elezione alla Presidenza dell'ISU, all'età di 56 anni, si è ritirato dalla sua posizione di manager di una società chimica internazionale. All'operato di Cinquanta si deve l'inserimento dello short track fra le discipline olimpiche. Fra il 1996 e il 2016 Cinquanta è stato anche membro del CIO.
Quando Cinquanta fu eletto per la prima volta alla Presidenza dell'ISU, inizialmente era considerato un progressista che ha introdotto premi in denaro alle competizioni ISU dopo aver negoziato diversi contratti commerciali, tra cui un importante contratto televisivo con ABC Sports. Ciò ha permesso all'ISU di trattenere gli atleti che avrebbero altrimenti lasciato il pattinaggio olimpico per partecipare a gare di pattinaggio professionale non autorizzate per la televisione, che allora offrivano opportunità ai migliori pattinatori.
Il denaro della televisione ha anche permesso all'ISU di sostenere una serie di programmi di sviluppo sia nel pattinaggio di figura che nel pattinaggio di velocità, tra cui, ad esempio, il Grand Prix ISU di pattinaggio di figura.
Tuttavia, a causa della sua provenienza dalla specialità pattinaggio velocità, è stato oggetto di critiche da parte della comunità del pattinaggio artistico, in particolare in Canada e negli Stati Uniti. Durante lo scandalo del pattinaggio artistico ai Giochi Olimpici Invernali del 2002, è stato criticato per la sua evasività, per le pene ritenute troppo lievi inflitte a coloro che avevano falsificato il risultato,  e per la sua ammissione di non "conoscere così bene il pattinaggio di figura".
Nonostante la sua dichiarata mancanza di conoscenza dello sport, ha proposto un nuovo sistema di punteggio per il pattinaggio di figura che, fra le varie caratteristiche, comprende la segretezza, con l'impossibilità per chiunque di sapere come un singolo giudice ha assegnato il punteggio in una competizione. Anche se normalmente le questioni tecniche relative alle diverse discipline vengono discusse in sessioni separate a cui partecipano solo i membri del comitato tecnico di quella disciplina, il nuovo regolamento del pattinaggio di figura è stato votato da membri di tutte le discipline, ai quali il regolamento era stato presentato come un semplice progetto. Nel momento in cui sono stati pubblicati gli atti del convegno, quella che era stata accettata come proposta era diventata il nuovo regolamento.
Cinquanta è stato rieletto consecutivamente alla presidenza dell'ISU in tutti i congressi elettivi dell'ISU fino a quando non ha superato l'età limite per essere presidente. I suoi 22 anni di mandato fanno di lui il secondo presidente per durata del periodo in cui ha ricoperto la carica. Dal 2016 e fino alla sua morte ha ricoperto il ruolo di Presidente onorario. Si stima che dalla sua prima elezione nel 1994, siano state introdotte circa una trentina di innovazioni nell'International Skating Union per quanto riguarda i due rami amministrati del pattinaggio di figura e del pattinaggio di velocità.
È stato cremato al cimitero di Lambrate, ove poi le ceneri sono state disperse nel Giardino del Ricordo.

## Presidenza ISU
Ha ricoperto il ruolo di Presidente dell'ISU dal 1994 al 2016, mentre tra il 2000 e il 2008 è stato membro del Comitato Esecutivo del CIO.
Prima di diventare Presidente dell'ISU ha ricoperto il ruolo di Vicepresidente dell'ISU e di presidente del suo comitato tecnico per il pattinaggio di velocità su pista.